# Liu Shipei
Liu Shipei (en chino tradicional, 劉師培; en chino simplificado, 刘师培; 1884–1919) fue un filólogo y un revolucionario anarquista chino.
Obligado a exiliarse en Japón, allí se unió al antiimperialista Grupo de Solidaridad Asiática fundado en Tokio por revolucionarios indios, filipinos y vietnamitas exiliados y por japoneses socialistas, en cuyo manifiesto, tras afirmar que los países asiáticos se habían tratado «mutuamente con respeto y con la virtud confuciana de la benevolencia», denunciaban que «el poder Asia» había ido «disminuyendo día día» desde hacía cien años a causa del avance de los europeos hacia oriente, haciendo que la gente se sintiera inferior, y que «tan sólo se esforzara por los intereses materiales».
Liu Shipei escribió un artículo titulado Sobre las tendencias más recientes de Asia en el que decía:

El mundo de hoy en día es un mundo de fuerza bruta y el territorio de Asia es el terreno sobre el que la raza blanca utiliza su fuerza bruta. Debemos acabar con su implicación en Asia.

En 1909 repentinamente volvió a China para trabajar para el gobierno de la dinastía Qing y tras el triunfo de la revolución china de 1911 apoyó el intento de Yuan Shikai de convertirse en emperador. Tras la muerte de éste en 1916 fue profesor de la Universidad de Pekín. Murió de tuberculosis en 1919.